# Араукария колонновидная
Араука́рия колоннови́дная (лат. Araucaria columnaris), или араукария Кука, или сосна́ Кука (лат. Araucaria cookii) — вид хвойных деревьев из рода араукария семейства араукариевые.
В Красной книге Международного союза охраны природы араукария колонновидная классифицируется как вид, не находящийся под угрозой исчезновения.

## Название
Вид получил своё наименование в честь Джеймса Кука, который обнаружил его в 1774 году во время кругосветной экспедиции. 
Впервые араукарию Кука описал Георг Форстер в 1786 году под названием Cupressus columnaris («кипарис колонновидный»). В 1852 году её классификация была изменена Уильямом Джексоном Гукером.

## Распространение
Эндемик Новой Каледонии и примыкающих к ней островов (Пен, Увеа, Лифу и Маре).
Вид интродуцирован на Северном острове (Новая Зеландия), в Квинсленде, на Гавайях, в южной части Калифорнии и Мексике.

## Ботаническое описание
Вечнозелёное хвойное однодомное дерево с узкой конусообразной кроной. Достигает в высоту 60 метров. Ствол с серой корой, отслаивающейся тонкими полосками.
Мужские спорофиллы (микроспорофиллы) остроконечные. Хвоя заострённая, чешуевидная, 5—7 миллиметров в длину и 3—5 миллиметров в ширину. Шишки длиной 10—15 сантиметров и шириной 7—11 сантиметров. Прицветник короткий, до 7 миллиметров в длину.
Семена длиной 3—3,5 сантиметра, орешек яйцевидной формы, крылышки широко закруглённые.

## Значение и применение
За пределами ареала араукария колонновидная активно используется в качестве декоративного растения. Нередко её продают под видом араукарии разнолистной из-за внешней схожести двух видов.

## Интересный факт

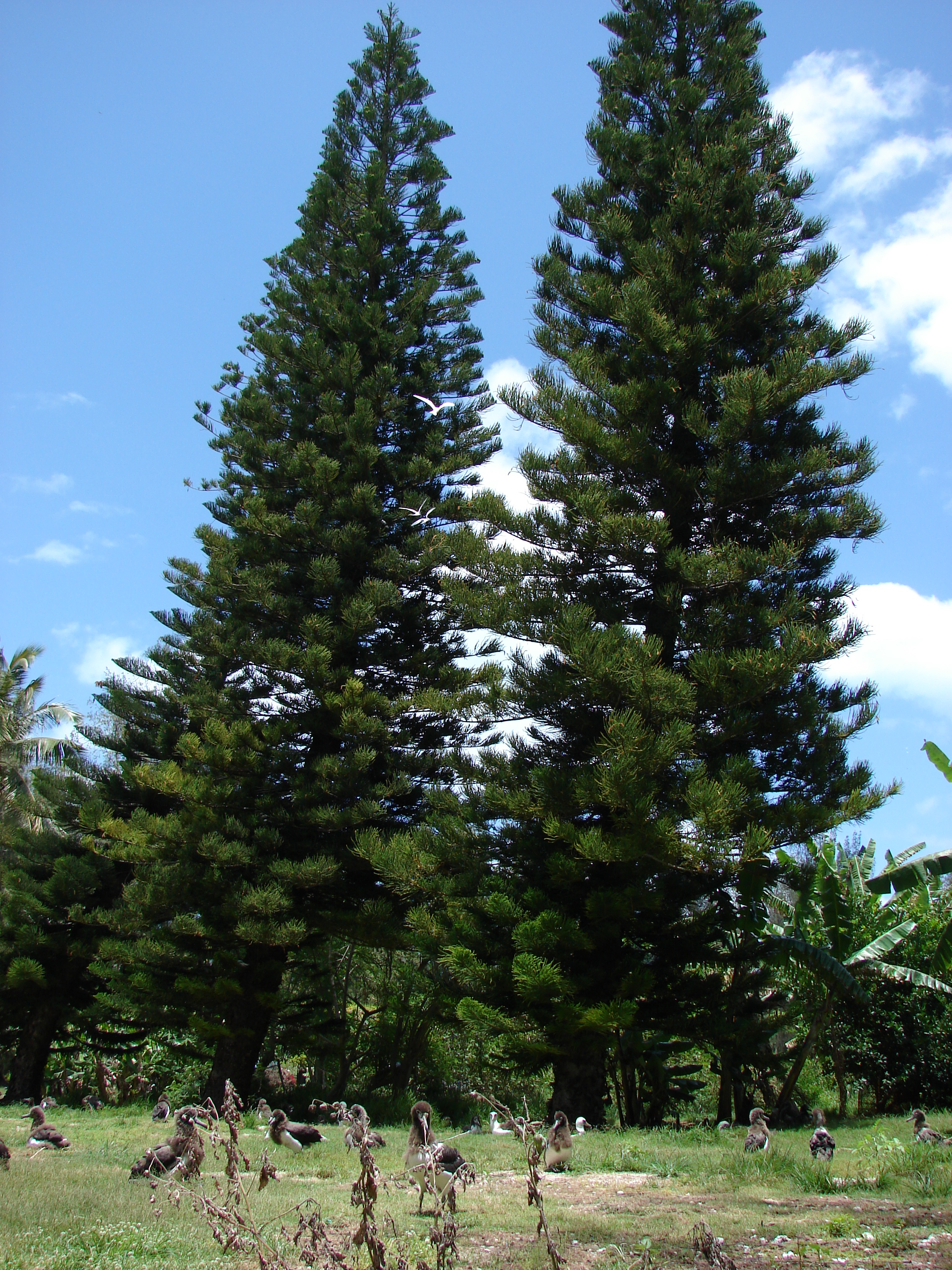
Араукарии, растущие под небольшим наклоном, острова Мидуэй, Гавайи

- Араукария колонновидная всегда растёт с наклоном в сторону экватора. И чем дальше расстояние от естественного ареала, тем он сильнее. Учёные, изучавшие этот феномен, пришли к выводу, что таким образом деревья адаптируются к определённым условиям, что помогает им улавливать больше солнечного света[8].

## Галерея
|                                                                   |  |  |  |  |  |
| Слева направо: крона; хвоя; кора; шишки; семена; араукариевый лес |  |  |  |  |  |